# 紀元前286年
紀元前286年（きげんぜん286ねん）は、ローマ暦の年である。
当時は、「マルクス・ウァレリウス・マクシムスとガイウス・アエリウス・パエトゥスが共和政ローマ執政官に就任した年」として知られていた（もしくは、それほど使われてはいないが、ローマ建国紀元468年）。紀年法として西暦（キリスト紀元）がヨーロッパで広く普及した中世時代初期以降、この年は紀元前286年と表記されるのが一般的となった。

## 他の紀年法
- 干支 : 乙亥
- 日本
  - 皇紀375年
  - 孝霊天皇5年
- 中国
  - 周 - 赧王29年
  - 秦 - 昭襄王21年
  - 楚 - 頃襄王13年
  - 斉 - 湣王15年
  - 燕 - 昭王26年
  - 趙 - 恵文王13年
  - 魏 - 昭王10年
  - 韓 - 釐王10年
- 朝鮮
  - 檀紀2048年
- ベトナム :
- 仏滅紀元 : 259年
- ユダヤ暦 :

## できごと

### ギリシア
- デメトリオス1世の軍が、小アジアからトロス山脈までリュシマコスとセレウコス1世の軍に追いかけられていた頃、息子のアンティゴノス2世は、ギリシアで成功を収めていた。プトレマイオス1世の軍は追放され、アテナイはアンティゴノス2世に降伏した。
- ピュロスは、王としてマケドニアの領有を許された後、自身を王と宣言したリュシマコスによって追放された。

### 共和政ローマ
- 新しい法律 Lex Aquilia が施行された。このローマ法は、誰かの過失によって傷つけられた財産を補償するものである。

### 中国
- 秦の司馬錯が魏の河内を攻撃した。魏は安邑を割譲して秦と講和し、秦は安邑の人々を魏に帰らせた。
- 秦が韓軍を夏山で撃破した。
- 斉の湣王が将軍の韓聶を派遣して宋を滅ぼさせた。宋の康王は魏に逃亡して温で死去した。

## 誕生
- アンティオコス2世 - セレウコス朝の王（紀元前246年没）